# Hans Gaugler
Hans Gaugler (* 25. Februar 1913 in St. Niklaus; † 10. Juni 1997 in Ueberstorf) war ein Schweizer Schauspieler und Theaterregisseur.

## Leben

### Theater
Hans Gaugler erhielt seine künstlerische Ausbildung in Bern und in Berlin. Anschließend begann er zur Zeit der Herrschaft der Nationalsozialisten seine Theaterlaufbahn im Deutschen Reich. Sein erstes Engagement führte ihn 1939 an die Landesbühne im schlesischen Glogau. Bis 1945 folgten Verpflichtungen nach Eisenach, Düsseldorf, in der Spielzeit 1943/1944 auch nach Berlin an das Deutsche Theater unter der Intendanz Heinz Hilperts sowie nach Wien an das Theater in der Josefstadt. Nach Kriegsende kehrte Gaugler in seine schweizerische Heimat zurück, wo er zunächst (1946) als Sprecher von Dialekthörspielen bei Radio Bern Arbeit fand.
Es folgten zahlreiche Bühnenengagements, die Gaugler zunächst nach Chur, Luzern und an das Schauspielhaus Zürich führten, wo er 1948 in der Uraufführung von Bertolt Brechts Die Antigone des Sophokles mitwirkte. Anschließend sah man ihn an Spielstätten in Bern und in St. Gallen, ehe er sich 1949 dem Berliner Ensemble Brechts anschloss. 1951 kehrte Gaugler gastweise ans Zürcher Schauspielhaus zurück und blieb dort zwei Jahre.
In späteren Jahren war er im Berner Atelier-Theater sowohl als Schauspieler als auch als Regisseur tätig. In diesen Funktionen war er mit klassischen wie modernen Stücken aus der Feder von Jean Cocteau, Henrik Ibsen, Sacha Guitry, Georg Kaiser, Jean Paul Sartre und William Shakespeare befasst. Seine Erfahrungen mit Brecht konnte Gaugler auch nach dessen Tod umsetzen, etwa in den Jahren 1957 bis 1959, als er in seiner Funktion als Oberspielleiter an den Städtischen Bühnen Heidelberg unter anderem Brechts Mutter Courage und ihre Kinder inszenierte und 1959 bis 1961 als Oberspielleiter am Landestheater Württemberg-Hohenzollern in Tübingen, wo er Regie bei Der gute Mensch von Sezuan führte. Gastinszenierungen führten Gaugler u. a. nach Heidelberg, Hildesheim, Klagenfurt, Tübingen und an Kölner Bühnen.

### Film
Leopold Lindtberg holte Gaugler nach seiner Rückkehr in die Schweiz 1946 erstmals vor die Kamera mit einer Nebenrolle in dem Anstaltskrimi Matto regiert. 1954 kehrte Gaugler zum Kino zurück, aber nicht vor die Kamera. Vielmehr verpflichtete Franz Schnyder den Schweiz-Heimkehrer als Regieassistenten bei seinen drei Folgeinszenierungen Uli der Knecht, Heidi und Peter und Uli der Pächter. Das Jahr 1957 markierte Gauglers Rückkehr auch vor die Filmkamera, doch blieben seine Filmrollen durchgehend recht klein. In späteren Jahren wirkte er auch in mehreren Fernsehfilmen mit.

### Lehrtätigkeit und Privates
Hans Gaugler wirkte von 1965 bis 1990 als Lehrer im Bereich Schauspiel des Konservatoriums für Musik und Theater in Bern. Sein Sohn Christoph Gaugler ist ebenfalls Schauspieler.

## Filmografie
- 1947: § 51 – Seelenarzt Dr. Laduner (Matto regiert)
- 1955: … Und ewig ruft die Heimat (Uli der Pächter)
- 1957: Die Angst vor der Gewalt (Der 10. Mai)
- 1958: Es geschah am hellichten Tag
- 1958: Die Käserei in der Vehfreude
- 1959: Café Odeon
- 1960: Anne Bäbi Jowäger 2. Teil
- 1961: Die Schatten werden länger
- 1962: Der Sittlichkeitsverbrecher
- 1964: Menschen der Berge (Geld und Geist)
- 1970: Dällebach Kari
- 1970: Das Landhaus (Fernsehserie, 1 Folge)
- 1973: La sainte famille
- 1974: Fluchtgefahr
- 1976: Jack the Ripper – Der Dirnenmörder von London
- 1976: Riedland
- 1976: Der Stumme
- 1976: Die Speiche (Krock & Co., Fernsehfilm)
- 1977: Kneuss
- 1978: Ursula (Fernsehfilm)
- 1979: Brot und Steine
- 1980: Das gefrorene Herz
- 1983: Die schwarze Spinne
- 1984: Mann ohne Gedächtnis
- 1984: Der Ruf der Sibylla
- 1986: Die Schwarze Perle
- 1990: Der veruntreute Himmel (Fernsehfilm)
- 1991: Das vergessene Tal (Fernsehfilm)
- 1992: Feuerland 2